# Mutsuhiro Watanabe

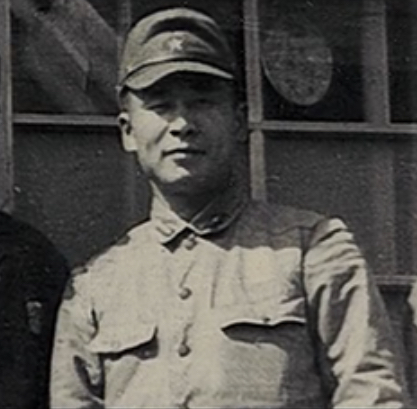
Mutsuhiro Watanabe

Mutsuhiro Watanabe (jap.: 渡邊睦裕; * 1918; † April 2003) war ein japanischer Soldat in der Kaiserlich Japanischen Armee. Watanabe (Spitzname: The Bird) wurde während des Zweiten Weltkriegs Aufseher in japanischen Kriegsgefangenenlagern. Auf Grund seiner Brutalität gegenüber seinen Gefangenen stand er nach dem Krieg auf der Liste der meistgesuchten japanischen Kriegsverbrecher.
Im Jahr 2015 wurde er durch den Film Unbroken bekannt, der vom Schicksal des US-amerikanischen Athleten und Kriegsgefangenen Louis Zamperini berichtet. Dargestellt wurde er vom japanischen Sänger und Schauspieler Miyavi. Auch im 2018 veröffentlichten Film Unbroken: Path to Redemption spielt seine Person eine Rolle.

## Leben

### Werdegang
Mutsuhiro Watanabe wurde als viertes von sechs Kindern von Shizuka Watanabe geboren. Über seinen Vater, einen Piloten, und dessen Schicksal ist wenig bekannt. Nach einigen Quellen soll er gestorben sein, nach anderen Angaben die Familie verlassen haben, als Mutsuhiro noch ein Kind war. Watanabe wuchs im Wohlstand auf; seine Familie hatte in Immobilien investiert und besaß Bergwerke in Nagano und der Mandschurei.
Seine Kindheit und Jugend verlebte er in Kōbe. Als junger Mann schrieb er sich an der Waseda-Universität in der Präfektur Tokio ein, an der er Französische Literatur studierte und sich für  Nihilismus zu interessieren begann. 1942, nach seinem Abschluss, arbeitete er rund einen Monat für eine Nachrichtenagentur in Tokio; doch als glühender Patriot trat er schon wenig später als Soldat in die Armee ein. Watanabe wollte wie sein älterer Bruder Offizier werden. Da sein Schwager Kommandant des Kriegsgefangenenlagers Changi in Singapur war, dachte er allein mit seinem Namen und seiner familiären Herkunft Karriere machen zu können.
Doch er wurde aus nicht näher bekannten Gründen von der Militärakademie abgewiesen; mit einem höheren als dem Korporalsrang durfte er nicht rechnen. Diese persönliche Erniedrigung war es, die ihn später Übergriffe überwiegend auf Offiziere unter den alliierten Kriegsgefangenen verüben ließ. Korporal Watanabe versah danach rund ein Jahr Dienst als Mitglied der Kaiserlichen Garde, beim Schutz des Kaiserpalastes von Hirohito. In Kriegshandlungen war er nie involviert.

### Kriegsverbrechen
Am 30. November 1943 trat er seine neue Stelle als „Disziplinaroffizier“ im Kriegsgefangenenlager Ōmori an. Warum er eine derartige „Degradierung“ erfuhr – vom Beschützer des Kaisers zum Aufseher über Kriegsgefangene – ist nicht bekannt.
Watanabe entwickelte sich jedoch rasch zu einem unkalkulierbaren Psychopathen. War er im einen Moment freundlich und den Gefangenen wohlgesinnt, indem er sie mit Zigaretten versorgte und sogar bewundernd über die Vereinigten Staaten sprach, schlug er im nächsten Augenblick mit der Schnalle seines Gürtels gegen die Köpfe seiner Opfer, benutzte ein japanisches Schwert oder seinen Kendōstab. Im Buch Unbroken von Laura Hillenbrand sind zahlreiche Misshandlungen dokumentiert. So soll er einen Gefangenen nur mit einem Lendenschurz bekleidet im Winter in eine Hütte gesperrt haben, einem anderen Gefangenen riss er beinahe das Ohr ab. Einen Mann mit einer Entzündung des Blinddarms benutzte Watanabe als Ziel für Judoübungen. Einen Geistlichen zwang er, eine ganze Nacht vor einer Fahnenstange zu salutieren und das japanische Wort keirei (dt.: Gruß) zu rufen. Lud Watanabe am Abend noch GIs und Soldaten anderer alliierter Länder zu sich in die Baracke, um mit ihnen zu diskutieren und Gebäck zu bereiten, konnte es vorkommen, dass er dieselben Männer aus einer Laune heraus am nächsten Tag auspeitschen ließ. Neben der physischen stand auch die psychische Folter auf der Tagesordnung. Rasch etablierte Watanabe einen Ruf als „grausigster Wachsoldat aller Strafgefangenenlager Japans“. Pakete des Internationalen Roten Kreuzes, die Ōmori erreichten und eigentlich für die Gefangenen gedacht waren, ließ Watanabe konfiszieren und konsumierte sie selbst. Von 240 Paketen stahl er 48 Pakete, mehr als 225 Kilogramm an Waren. Die Gefangenen mussten nach erbrachter Zwangsarbeit oft hungern.
Wie andere japanische Aufseher bekam auch Watanabe zahlreiche Spitznamen von den Gefangenen, unter ihnen „das Tier“, „Little Napoleon“ oder „The Bird“ (der Vogel), wie er am häufigsten genannt wurde.
Als Louis Zamperini, ein ehemaliger Olympiaathlet und Offizier, ins Lager kam und Watanabe bei ihm Widerstand und Trotz verspürte, wurde er das überwiegende Ziel seiner Angriffe.
Obwohl Watanabe nur ein einfacher Korporal war und seine Vorgesetzten oft mit seiner Art, die Gefangenen zu misshandeln, nicht einverstanden waren, wurde dagegen nichts unternommen. Da Kaname Sakaba, der Lagerkommandant von Ōmori, auf seine Beförderung hoffte und er keine Zwischenfälle in seinem Lager duldete, kam ihm ein Mann wie Watanabe recht, der für Zucht und Ordnung sorgte. „The Bird“ war somit unangreifbar und hatte de facto das Sagen in Ōmori.
Als im Herbst und Winter 1944 die Angriffe der US-Bomber auf Tokio, in unmittelbarer Nähe von Ōmori, zunahmen, wurde das Verhalten des „Bird“ zunehmend aggressiver und gewalttätiger. Er beschuldigte den US-Offizier Bob Martindale einen Brandanschlag auf sein Büro geplant zu haben und prügelte ihn fast zu Tode. Einen weiteren Offizier soll er fünf Minuten lang ohne Unterbrechung geohrfeigt haben.
1944 besuchte Yoshitomo Tokugawa, der ehemalige Sekretär der Japanisch-Britischen Gesellschaft und nunmehrige Vizepräsident des Japanischen Roten Kreuzes, das Gefangenenlager Ōmori. Der US-amerikanische Gefangene Lewis Bush knüpfte rasch Kontakt mit dem Würdenträger und berichtete ihm von den Übergriffen Watanabes. Obwohl Watanabe Bush danach mehrmals schlug und einzuschüchtern versuchte, gelang ihm dies nicht; Bush versorgte auch weiterhin Tokugawa mit Informationen über den „Bird“. So kam es, dass der Fall vor dem Heeresministerium landete und Watanabe Ōmori um die Jahreswende 1944/1945 verlassen musste. Oberst Sakaba, Kommandant von Ōmori, beförderte Watanabe kurz zuvor in den Rang eines Feldwebels.
Watanabe wurde nach Naoetsu versetzt, ein Gefangenenlager an der Nordwestküste Japans. Auch hier hatte er wieder Gefangene unter sich, auch hier kostete er seine Übermacht voll aus, indem er die Gefangenen verprügelte und psychisch zu Grunde gehen ließ. Als Ende Februar 1945 auch Louis Zamperini nach Naoetsu deportiert wurde, setzte Watanabe die Schläge und Erniedrigungen an dem ehemaligen Olympioniken nahtlos fort. So zwang Watanabe Zamperini, nachdem er an Durchfall und Fieber erkrankt war, ohne Gerätschaften nur mit bloßen Händen den Stall eines in Naoetsu befindlichen Schweines auszumisten.
Im Mai 1945 übernahm Watanabe zusätzlich zu seinen Aufgaben in Naoetsu auch noch die Aufgabe des Disziplinaroffiziers in Mitsushima, einem Gefangenenlager in Chūō-kōchi, dem Hochland von Japan. Auch hier schlug er Gefangene, die daraufhin eines Tages den Plan fassten „The Bird“ umzubringen. Zwei Ärzte, Richard Whitfield und Alfred Weinstein, mischten eine Lösung aus Salz, Glucose und Stuhlproben von Gefangenen, die an der Ruhr erkrankt waren, unter das Essen des „Bird“. Dieser erkrankte daraufhin an Durchfall und bekam 41 Grad Fieber. Obwohl man annehmen konnte, dass Watanabe daran sterben musste, erholte er sich nach zehn Tagen. Der Mordversuch war gescheitert.
Auch in Naoetsu planten die US-Gefangenen, Watanabe umzubringen. Sie wollten den Bird überwältigen und mit einem Felsen am Hals in einem nahen Fluss ertränken. Doch kam dieser Mordversuch nie zustande, wohl auch deshalb, weil kurz darauf die bedingungslose Kapitulation Japans nach den Atombombenabwürfen auf Hiroshima und Nagasaki erfolgte.

### Nach dem Krieg
Watanabe floh danach aus Naoetsu. Kurze Zeit lebte er in Kusakabe, einer Kleinstadt in der Präfektur Kagawa. Bald schon stand er auf der Liste der von den US-Amerikanern wie auch der japanischen Polizei gesuchten Kriegsverbrecher. Angehörige, Freunde wie auch ehemalige Studienkollegen wurden befragt und observiert, Shizuka Watanabe, seine Mutter, wie auch seine Schwester Michiko intensiven Verhören unterzogen.
Watanabe tauchte zunächst in der Großstadt Kōfu unter, später kam er in die Präfektur Nagano. Er nahm den falschen Namen Saburō Ōta an und kam in einem Gasthaus unter. Hier lernte er einen Bauern kennen, der ihm anbot, gegen Kost und Logis auf seinem Hof in den Bergen zu arbeiten. Watanabe war nun Landarbeiter. Er ließ sich einen Schnauzbart wachsen und trug eine Brille, um sich unkenntlich zu machen. 1946 verließ Watanabe seine Isolation und lebte zunächst in Akita, später in Niigata. Im Jahr 1946 besuchte er seine Mutter in Tokio. Plötzlich stand die Polizei vor der Tür. Watanabe konnte sich in einem Wandschrank verstecken und entging so nur knapp seiner Verhaftung.
Der Sohn des Bauern, bei dem Watanabe Unterschlupf gefunden hatte, eröffnete bald darauf eine Kaffeestube; Watanabe begann dort als Kellner zu arbeiten. Eine Ehe, die der Sohn des Bauern arrangieren wollte, kam trotz Sympathie zwischen Watanabe und der jungen Frau nicht zustande. Im Herbst 1946 fanden Polizisten in einem Grat des Okuchichibu-Gebirges die Leichen eines Mannes und einer Frau. Beim Mann ging man zunächst davon aus, dass es Watanabe sei, und erklärte ihn für tot. Auch seine Mutter identifizierte den Leichnam als den ihres Sohnes. Die Autopsie konnte weder bestätigen noch widerlegen, dass es Watanabe sei. Da Zweifel an seinem Tod bestanden, wurde die Fahndung aufrechterhalten. Und tatsächlich, im Oktober 1948, zwei Jahre später, stand Watanabe wieder vor seiner Mutter, nur um kurz danach wieder zu verschwinden.
Von 1945 bis 1952 lebte Watanabe untergetaucht, um seiner Verhaftung zu entgehen. Er übte verschiedene Gelegenheitsarbeiten aus, so war er Eisverkäufer, Landarbeiter oder Fischhändler. Im März 1952 wurden im Zuge einer Generalamnestie die Haftbefehle für flüchtige Kriegsverbrecher aufgehoben. Um mit Japan einen Partner gegen den Kommunismus im beginnenden Kalten Krieg zu gewinnen, bemühten sich die USA um Aussöhnung mit ihrem ehemaligen Kriegsgegner.
Watanabe war nun ein freier Mann. Seine Schuld als Kriegsverbrecher hat er nie anerkannt. Er bezeichnete sich stets als Opfer eines „sündhaften, absurden, wahnsinnigen Krieges“. 1956 schrieb er in einem Brief: „Ich war einfach sehr froh über die vollständige Entlastung und Befreiung von sämtlichen Schuldvorwürfen!“
Watanabe konnte nach 1952 wieder ein Privatleben aufbauen, was seinen Opfern oft auf Jahrzehnte verwehrt war, die von Schlägen und Erniedrigungen des „Bird“ gezeichnet waren. Er heiratete und bekam zwei Kinder. Beruflich war er Leiter einer Versicherungsagentur in Tokio und besaß dank des familieneigenen Vermögens ein 1,5 Millionen Dollar teures Luxusapartment in der japanischen Hauptstadt. Daneben besaß er ein Ferienhaus in Australien. Auch besuchte er als Tourist mehrmals die USA.
Dennoch glaubten viele ehemalige Gefangene, wie Louis Zamperini, dass „The Bird“ tot sei. Erst Anfang der 1980er Jahre erfuhr ein US-amerikanischer Offizier beim Besuch in Japan, dass Watanabe noch am Leben ist. Erst ein Jahrzehnt später, Mitte der 1990er Jahre, begannen auch die Medien Watanabes Rolle im Krieg zu hinterfragen. Ein erstes Interview gab er im Sommer 1995 der britischen Daily Mail. Darin entschuldigte er sich für sein Verhalten, bezeichnete es als streng und bot jedem ehemaligen Gefangenen an, ihn nach über 40 Jahren noch einmal ins Gesicht schlagen zu können. Tom Wade, ein ehemaliger Gefangener aus Ōmori, ging auf das Angebot nicht ein: „Ich nehme seine Entschuldigung an... .“ „Es hat keinen Sinn, nach so langer Zeit noch Hassgefühle zu hegen“.
Ein Fernsehinterview gab Watanabe 1997 dem Sender CBS und dem Journalisten Bob Simon. Als Simon ihn fragte, warum er auf der Liste der meistgesuchten Kriegsverbrecher gestanden hatte, antwortete „The Bird“: „Ich bin Nummer sieben. Tōjō Nummer eins.“
Watanabe starb im April 2003.